# Raymond Mourand
Raymond Joseph Pierre Emile Mourand (* 9. November 1902 in Angers; † 15. Dezember 1978 ebenda) war ein französischer Radrennfahrer.

## Sportliche Laufbahn
Mourand war im Bahnradsport und im Straßenradsport aktiv. 1920 begann er mit dem Radsport, zunächst bei Straßenrennen. Kurz danach spezialisierte er sich auf Rennen im Bahnsprint.
1921 siegte er im Critérium de Printemps. 1926 und 1930 siegte er im Grand Prix d’Angers, dem ältesten französischen Turnier im Sprint. 1928 (hinter Lucien Faucheux) und 1931 (hinter Jef Scherens) wurde er Zweiter. 1921, 1922, 1927 und 1929 belegte er dort dritte Plätze.
1923 wurde er Zweiter im Grand Prix de Paris bei den Amateuren und gewann die Militärmeisterschaft im Sprint. 1925 siegte er im Grand Prix de Paris bei den Unabhängigen und wurde in dieser Klasse Vizemeister Frankreichs. Danach wurde er Berufsfahrer. Er gewann eine Reihe von Wettbewerben im Bahnradsport auf französischen Radrennbahnen. 1928 kam er in der nationalen Sprintmeisterschaft auf den 3. Platz.